# Liebistorf

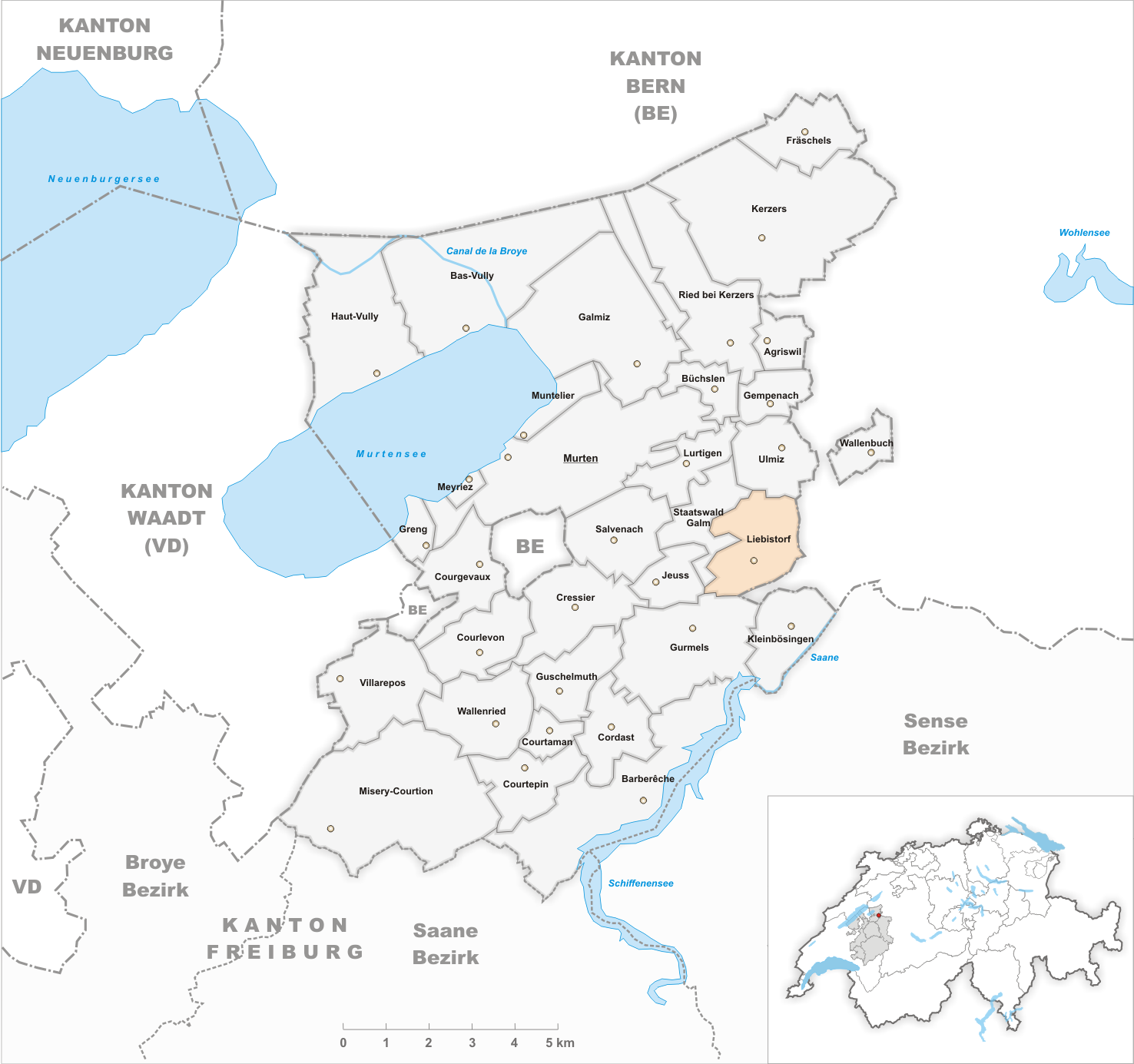
Gemeindestand vor der Fusion am 1. Januar 2003

Liebistorf (Freiburger Patois Libechtouaⓘ) ist eine Ortschaft und früher selbständige politische Gemeinde im Seebezirk (französisch: District du Lac) des Kantons Freiburg in der Schweiz. Am 1. Januar 2003 wurde Liebistorf zusammen mit Guschelmuth und Wallenbuch nach Gurmels eingemeindet.

## Geographie
Liebistorf liegt auf 524 m ü. M., zweieinhalb Kilometer nordöstlich von Gurmels und sechs Kilometer ostsüdöstlich des Bezirkshauptortes Murten (Luftlinie). Das Dorf erstreckt sich im Tal der Biberen, beidseits des Bachlaufs, am Südostrand des Galmwaldes, im nördlichen Freiburger Mittelland. Die ehemalige Gemeindefläche betrug rund 3,9 km². Das Gebiet umfasste einen Abschnitt am Mittellauf der Biberen, reichte im Süden bis in den Röseliwald (Kantonsgrenze zu Bern), im Nordwesten in den Galmwald (588 m ü. M.). Nordöstlich von Liebistorf bildet die Biberen die breite Talebene Moos. Nach Norden erstreckte sich das Gebiet über den Hügel Grosse Zelg (542 m ü. M.) in das Näschmattental (linkes Seitentälchen der Biberen).

## Bevölkerung
Mit 642 Einwohnern (2002) zählte Liebistorf vor der Fusion zu den kleineren Gemeinden des Kantons Freiburg. Vor allem seit 1980 wurde ein rasches Bevölkerungswachstum verzeichnet. Zu Liebistorf gehören die Siedlungen Längenberg und Schallenberg auf Geländeterrassen nördlich der Biberen am Fuss des Galmwaldes, die Weiler Untere Mühle (517 m ü. M.) und Obere Mühle (522 m ü. M.) an der Biberen sowie einige Einzelhöfe.
Einwohnerzahlen: Volkszählungsdaten

## Wirtschaft
Liebistorf war bis in die zweite Hälfte des 20. Jahrhunderts ein vorwiegend durch die Landwirtschaft geprägtes Dorf. Noch heute haben der Ackerbau, der Obstbau und die Viehzucht einen wichtigen Stellenwert in der Erwerbsstruktur der Bevölkerung. Weitere Arbeitsplätze sind im lokalen Kleingewerbe und im Dienstleistungssektor vorhanden, unter anderem in einem Betrieb des Kaminbaus. Die Dorfkäserei wurde 1990 geschlossen. Früher wurde die Wasserkraft der Biberen durch mehrere Mühlen genutzt. In den letzten Jahrzehnten hat sich das Dorf auch zu einer Wohngemeinde entwickelt. Viele Erwerbstätige sind deshalb Wegpendler, die hauptsächlich in den Regionen Freiburg und Murten arbeiten.

## Verkehr
Das Dorf liegt abseits der grösseren Durchgangsstrassen an einer Verbindungsstrasse von Gurmels nach Ulmiz. Durch den Postautokurs, der von Kerzers nach Düdingen verkehrt, ist Liebistorf an das Netz des öffentlichen Verkehrs angebunden.

## Geschichte
Die erste urkundliche Erwähnung des Ortes erfolgte 1271 unter dem Namen Lübistorff; der heutige Name erscheint erst im Lauf des 17. Jahrhunderts. Die Herrschaft Liebistorf gehörte zunächst dem Ritter Wilhelm Velga, danach den Herren von Erlach, ab 1599 den Herren von Diesbach und zuletzt Niklaus Anton Kirchberger.
1442 kam das Dorf durch Kauf unter die Herrschaft von Freiburg und gehörte fortan zur Alten Landschaft (Spitalpanner). Nach dem Zusammenbruch des Ancien Régime (1798) gehörte Liebistorf während der Helvetik zunächst zum Distrikt Murten, ab 1803 zum Bezirk Freiburg und ab 1831 zum Deutschen Bezirk Freiburg, bevor es 1848 mit der neuen Kantonsverfassung in den Seebezirk eingegliedert wurde. Zusammen mit Kleinbösingen besass Liebistorf von 1883 bis 1982 eine gemeinsame Verwaltung, die Kassen wurden jedoch getrennt geführt.
Im Rahmen der seit 2000 vom Kanton Freiburg geförderten Gemeindefusionen entschied sich ein Teil der Dorfbevölkerung am 28. Juni 2002 relativ knapp mit einer Ja-Mehrheit von 53 % für eine Fusion mit der Nachbargemeinde Gurmels. Mit Wirkung auf den 1. Januar 2003 wurde Liebistorf deshalb nach Gurmels eingemeindet.

## Sehenswürdigkeiten
Die Kapelle Sankt Urban wurde 1577 errichtet und 1838 neu erbaut, wobei die Grundmauern des Vorgängerbaus beibehalten wurden. Liebistorf gehört zur Pfarrei Gurmels. Im Ortskern sind einige charakteristische Bauernhäuser aus dem 17. bis 19. Jahrhundert erhalten.

## Bilder

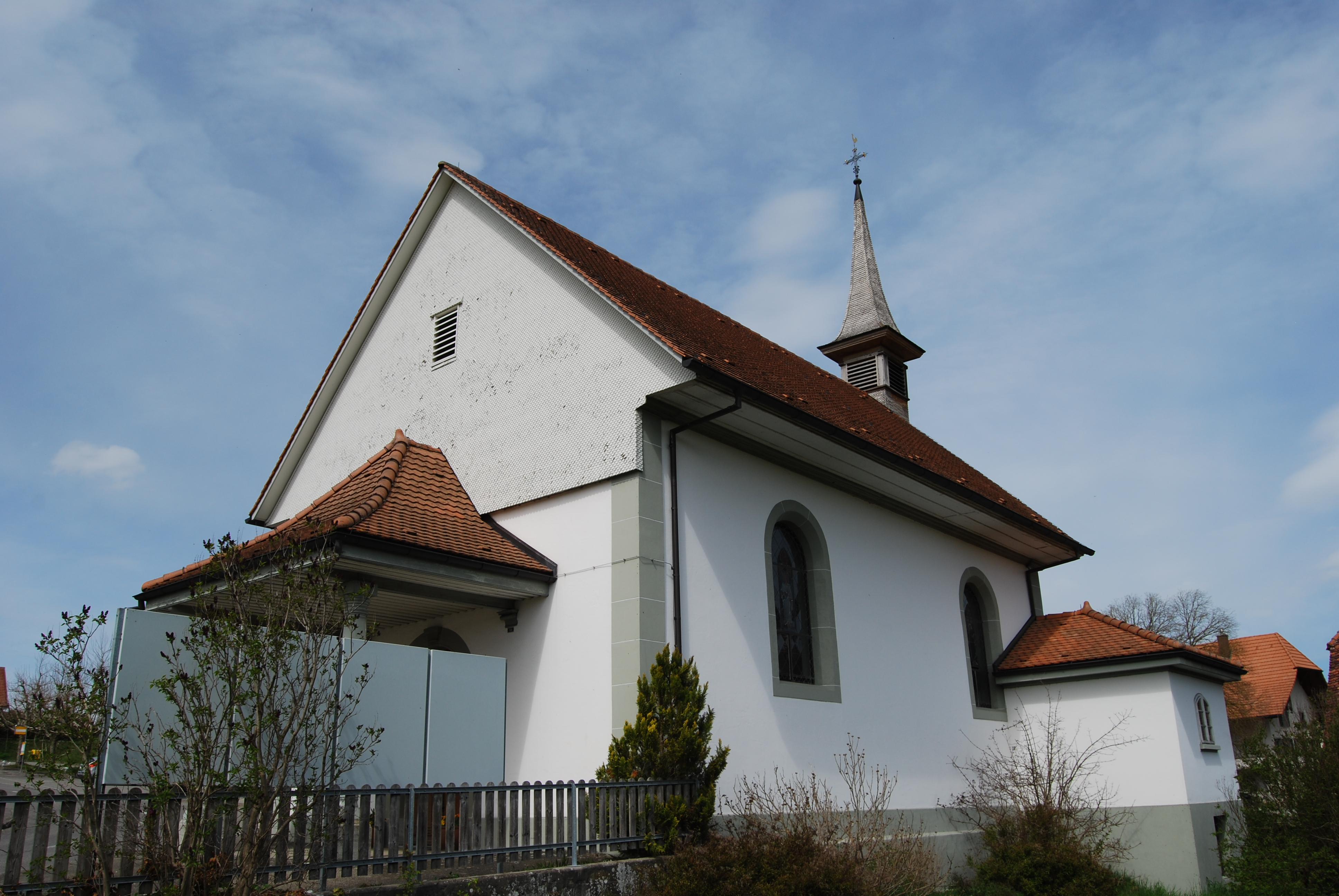
Kapelle St. Urban
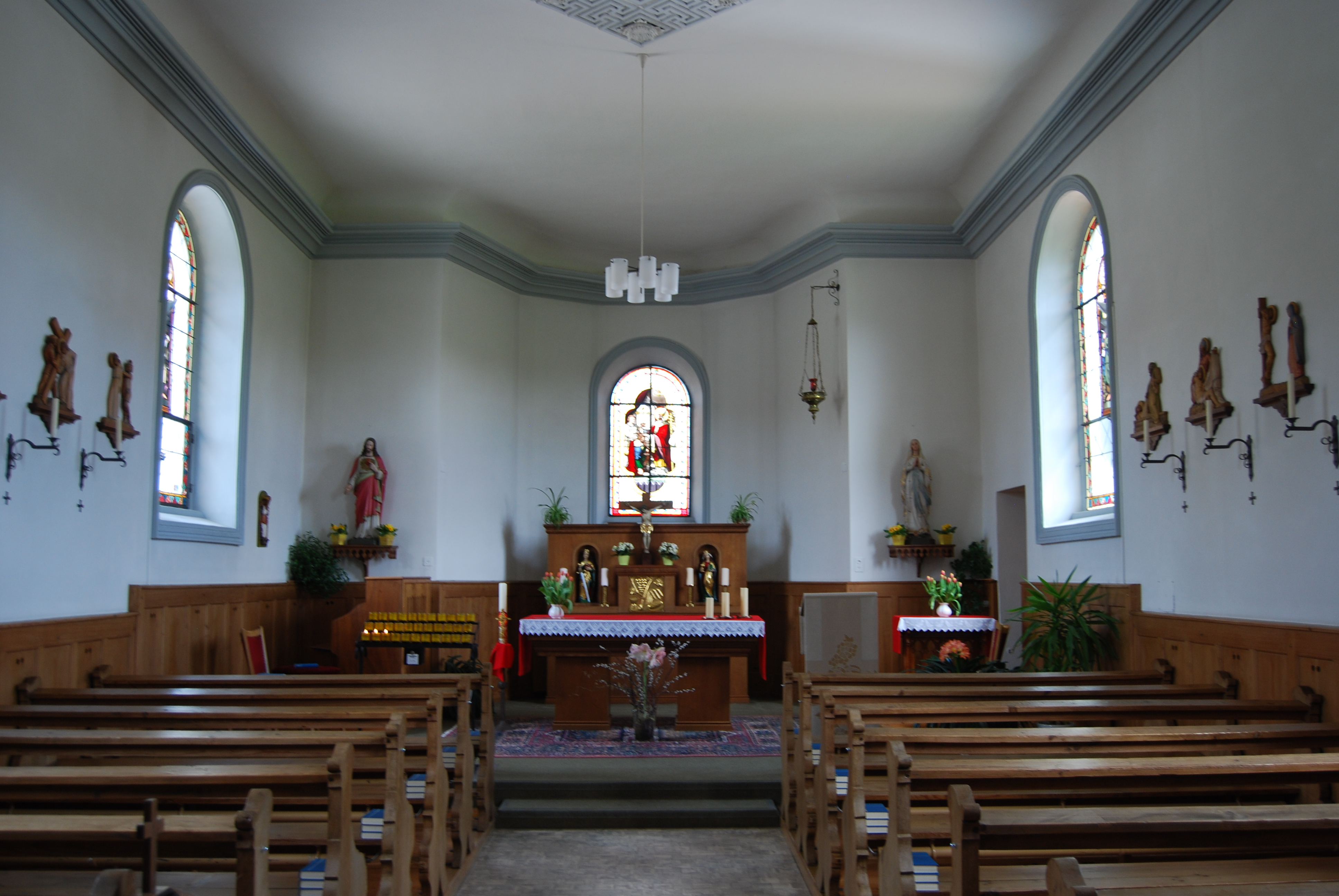
Innenansicht der Kapelle
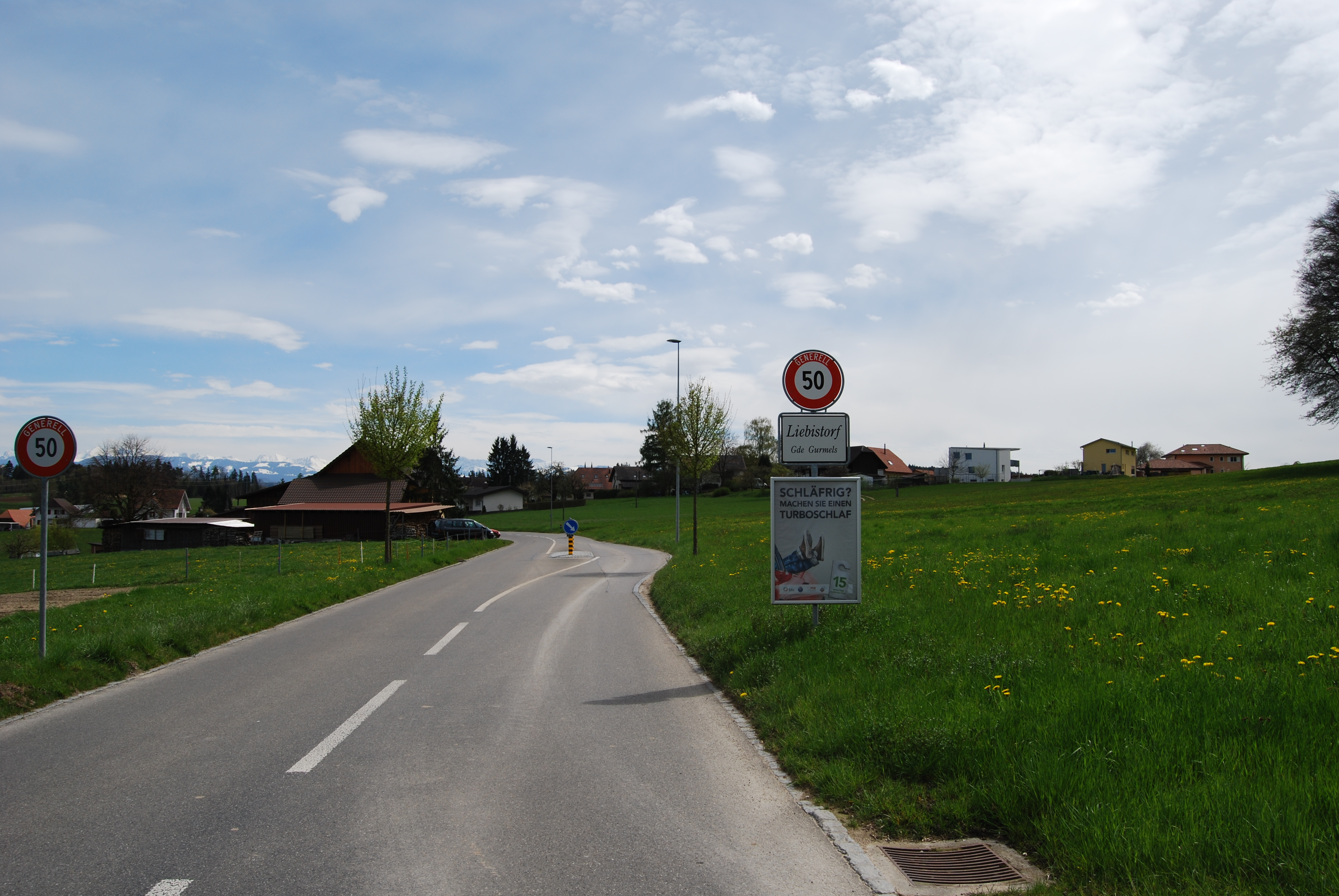
Ortseingang
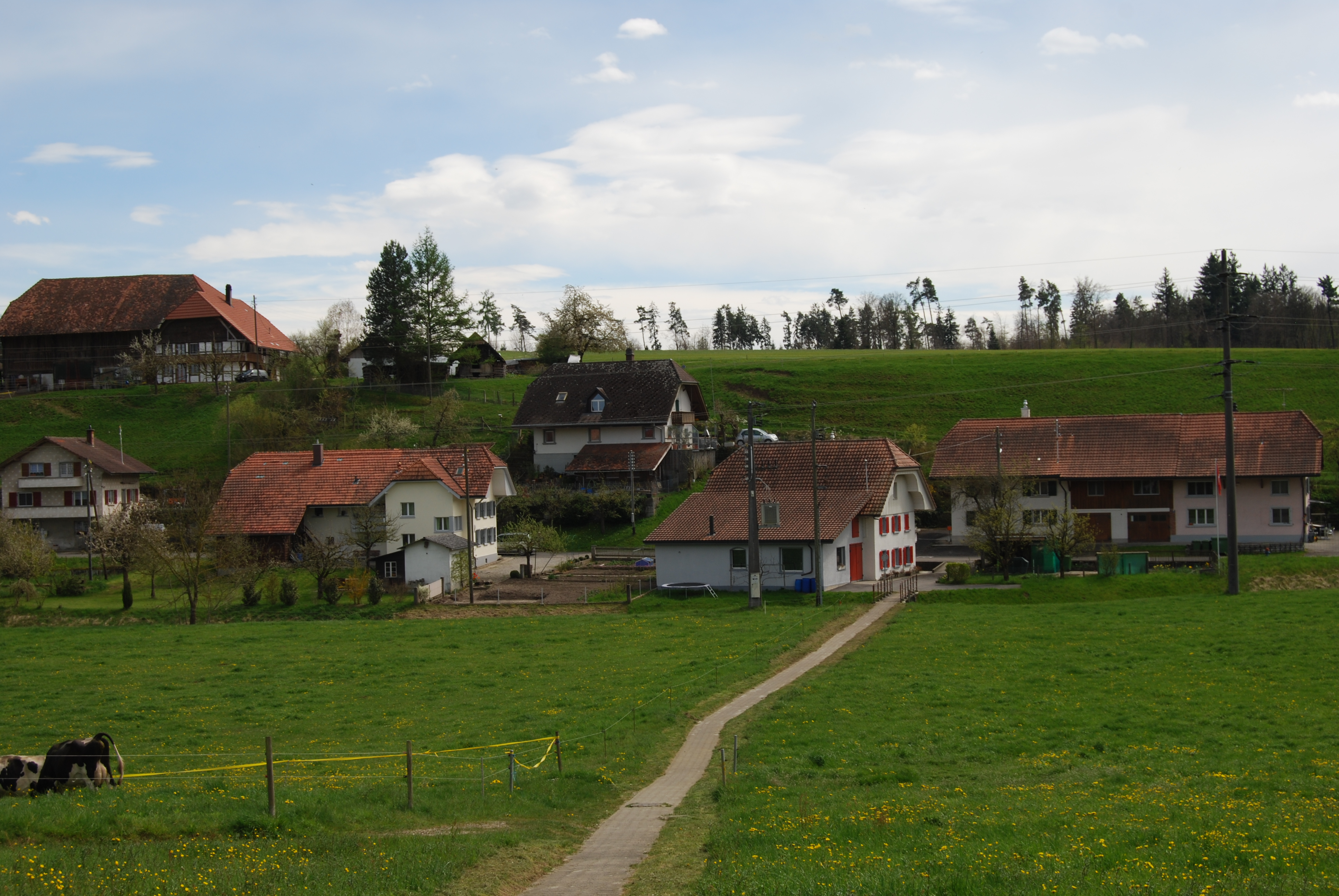
Bauernhäuser in Liebistorf